# ابن بکس
ابراهیم بن بُکَّس (?-۹۷۱م) پزشک، مترجم و آموزگار پزشکی عراقی در بیمارستان عضدی در سدهٔ چهارم هجری بود. ابن ابی‌اصیبعه دربارهٔ ترجمه‌های او به زبان عربی نوشته است و آن را ستوده است. مقالة فی الجدری و الاقرباذین از آثار به‌جای ماندهٔ اوست.